# Rhytidochrotinae
Rhytidochrotinae es una subfamilia de insectos ortópteros caelíferos perteneciente a la familia Acrididae. Se encuentran en América.

## Géneros
Según Orthoptera Species File (2 de abril de 2010):
- Brakeracris Rowell, 1995
- Chiriquacris Rowell & Bentos-Pereira, 2005
- Driphilacris Descamps & Amédégnato, 1972
- Exerythracris Rowell, 1995
- Galidacris Descamps & Amédégnato, 1972
- Hylopedetes Rehn, 1929
- Lathacris Descamps & Amédégnato, 1972
- Liparacris Descamps & Amédégnato, 1972
- Micropaon Descamps & Rowell, 1984
- Muyscacris Hebard, 1923
- Oedalacris Descamps & Amédégnato, 1972
- Opaon Kirby, 1902
- Opaonella Hebard, 1923
- Parapiezops Hebard, 1923
- Paropaon Hebard, 1923
- Piezops Hebard, 1923
- Rhytidochrota Stål, 1873
- Scirtopaon Descamps & Rowell, 1984
- Talamancacris Rowell, 1995
- Trichopaon Descamps & Amédégnato, 1972